# Михаил III
Михаи́л III Ме́фист (19 января 840 — 24 сентября 867) — византийский император с 842 года, последний правитель Аморейской династии.

## Биография
Михаил был младшим ребёнком императора Феофила и его жены Феодоры. Точная дата рождения неизвестна, но имеющиеся данные подтверждают дату рождения в начале 840 года, предположительно 9 или 10 января. Вскоре после этого, вероятно, 16 мая того же года, он был коронован соправителем. Михаилу  исполнилось два года, когда умер его отец, и он стал императором 20 января 842 года.
Во время его несовершеннолетия, империей управлял регентский совет во главе с его матерью Феодорой, дядей Сергиосом и логофета дрома Феоктистом. Императрица сочувствовала иконопочитанию и низложила Константинопольского патриарха Иоанна VII, заменив его Мефодием I в 843 году. Это положило конец второму периоду иконоборчества.
Пока император рос, окружавшие его придворные боролись за влияние. Все больше полюбив своего дядю Варду, Михаил наделил его титулом кесаря и позволил ему убить Феоктиста в ноябре 855 года. При поддержке Варды и другого дяди — полководца Петронаса, Михаил III сверг регентов 15 марта 856 г. и отправил свою мать и сестёр в монастырь в 857 году.

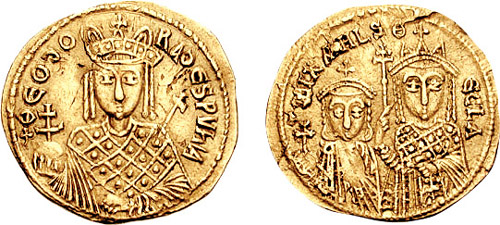
На золотом солиде времён регентства Феодоры маленький Михаил изображён с сестрой Феклой на реверсе, в то время как портрет его матери в императорских одеждах помещён на аверсе

При Михаиле III в 843 году было восстановлено иконопочитание, произошло нападение Руси на Византию (860—861) и последовавшее за ним так называемое «Первое (Фотиево) Крещение Руси», крещение болгар, хан которых Борис I принял имя Михаил в честь византийского правителя (863—865), миссия Кирилла и Мефодия к славянам и новое открытие Константинопольского университета между 860 и 866 годами. Деятельного участия Михаила в распрях патриарха Фотия с папой Николаем I (который в 867 году был в Константинополе анафематствован) хронисты не упоминают.
В историографической традиции Византии Михаил представлен как распутный тиран, с прозвищем Мефист (Пьяница). По свидетельству Симеона Метафраста:

За столом в пьяной компании товарищи его пиршеств состязались в бесчинствах, а царь любовался этим и выдавал награду до ста золотых монет самому грязному развратнику, который умел испускать ветры с такой силой, что мог потушить свечу на столе.
Михаил сам выступал на ипподроме в качестве возницы под цветами «голубых», а когда многие стали открыто выражать недовольство этим, устроил закрытый ипподром и состязался там.
К матери, любившей беспутного сына, Михаил относился без должного уважения. Как-то он сообщил императрице, что её ожидает патриарх. Когда благочестивая женщина прибыла в указанную залу, она увидела на патриаршем престоле закутанную с ног до головы в священные одежды фигуру. Феодора, не подозревая об обмане, подошла испросить благословения, и переодетый Грилл, вскочив, показал августе зад «и испустил зловонный грохот и безобразные речи». Михаил, наблюдая ужас и обиду матери, от души потешался.
Скорее всего образ Михаила был намеренно искажён при Македонской династии, когда понадобилось обелить Василия Македонянина — убийцу Михаила и фактического узурпатора трона. Один из летописцев, например, утверждал, что император, растратив казну на кутежи, распорядился перелить в монеты золотой платан Льва Математика и приказал разломать световой телеграф, дабы неприятные известия не мешали столичной черни развлекаться на ипподроме. Однако и платан, и телеграф существовали и в более поздние времена.

### Внешняя политика
Внутренняя стабилизация государства не вполне соответствовала границам. Византийские войска потерпели поражение от Аббасидов в Памфилии, на Крите и на границе с Сирией, но византийский флот из 85 кораблей одержал победу в 853 году. Было также много боёв вокруг Эгейского моря и у сирийского побережья, в которых участвовали не менее трех флотов общей численностью в 300 кораблей. После экспедиции под руководством императорского дяди и генерала Петронаса против павликиан на восточной границы и у арабских окраин в 856 году, имперское правительство переселило их во Фракию, тем самым отрезав их от единоверцев и заселив другой пограничный регион. Согласно литературным произведениям Константина VII, Михаил также был ответственен за покорение поселившихся на Пелопоннесе славян.
Между Византией и Болгарским царством в 855 и 856 годах произошли столкновения. Византийская империя хотела восстановить свой контроль над некоторыми районами Фракии, включая Филиппополь и портами вокруг Бургасского залива на Чёрном море. Византийские войска под предводительством императора и кесаря Варды успешно отвоевали ряд городов, в том числе Филиппополь, Девельт, Анхиал и Месембрию, а также область Загоре. Во время этой кампании болгары были отвлечены войной с франками Людовика II Немецкого и хорватами. В 853 году Борис объединился с Растиславом Моравским против франков. Болгары потерпели тяжелое поражение от франков; после этого моравы перешли на сторону победителей, и болгары столкнулись с угрозами из Моравии.
Михаил III принимал активное участие в войнах против Аббасидов и их вассалов на восточной границе в 856-863 годах. Особенно заметным был поход 857 года, когда он направил 50-тысячную армию против против эмира Умара аль-Акты из Мелитены. В 859 году он лично руководил осадой Самосаты однако потерпел поражение. В 860 году Михаил снова выступил  против арабов, но был вынужден вернуться в Константинополь для отражения нападения викингов-русов. Отбив атаку, он  продолжил поход на восток, где был разгромлен в сражении при Хонарионе и едва избежал плена. В 863 году Петрона, дядя императора, одержал крупную победу над арабами и убил эмира Мелитены в битве при Лалакаоне.
На западе дела шли хуже: мусульмане благодаря измене взяли Кастроджованни, греческий флот у берегов Сицилии был разгромлен.

### Крещение болгар

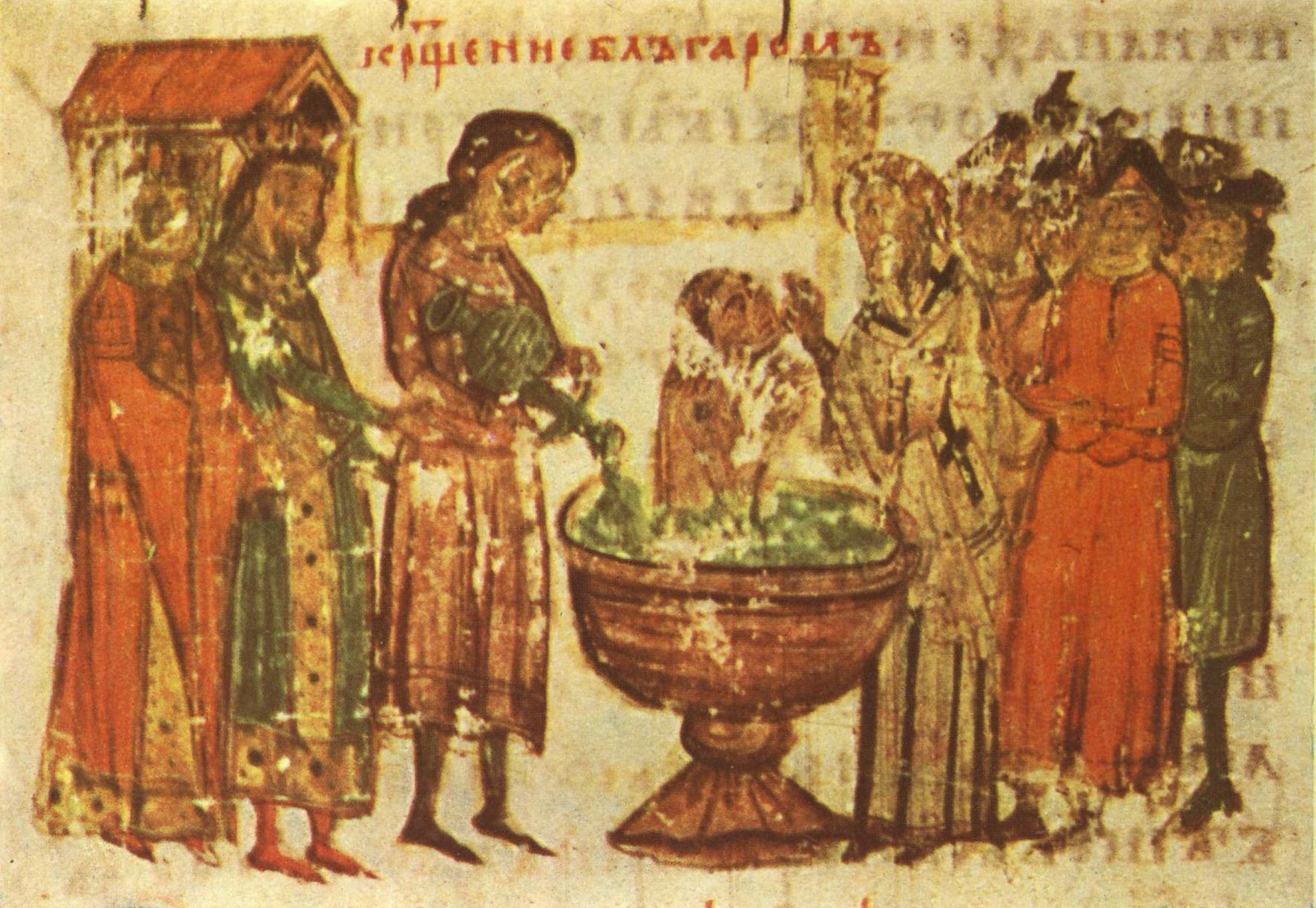
Крещение Бориса I, слева - Михаил III.

Получивший власть Варда употребил её для проведения различных внутренних реформ. Под влиянием как Варды, так и Фотия Михаил руководил реконструкцией разрушенных городов и зданий, открытием закрытых монастырей и созданием имперского университета во дворце Маганаура Львом Математиком. Фотий, изначально мирянин, принял священный сан и был возведен в должность патриарха после изгнания Игнатия в 858 году. Хотя Константинопольский собор в 861 году утвердил Фотия патриархом, Игнатий обратился к папе римскому Николаю I, который объявил Фотия незаконнорождённым в 863 году, что привело к фотиевой схизме. Михаил председательствовал на синоде в 867 г., где Фотий и три восточных патриарха отлучили папу Николая от церкви и осудили положение о латинском filioque, касающееся исхождения Святого Духа. Конфликт вокруг патриаршего престола и верховной власти внутри церкви обострялся успехом организованной свергнутым патриархом активной миссионерской деятельности.
Под руководством патриарха Фотия Михаил профинансировал миссию святых Кирилла и Мефодия в Хазарский каганат, чтобы остановить там распространение иудаизма. Хотя эта миссия потерпела неудачу, их следующая миссия в 863 году обеспечила обращение Великой Моравии и разработала глаголицу для письма на славянском языке, что позволило славяноязычным народам приблизиться к обращению в православие через свой собственный, а не чужой язык.
Опасаясь потенциального обращения Бориса I в христианство силами франкских миссионеров, Михаил III и Варда вторглись в Болгарию, навязав обращение Бориса по византийскому обряду в рамках мирного договора 864 году. Михаил выступил крёстным отцом Бориса при его крещении, в ходе которого славянин взял дополнительное имя Михаил. Византийцы также позволили болгарам вернуть оспариваемый приграничный регион Загора. Обращение болгар оценивается как одно из величайших культурных и политических достижений Византии.
Однако знать ненавидела Варду. Этим решил воспользоваться Василий Македонянин, который убедил Михаила изолировать Варду от его сторонников и начать поход на Крит. 21 апреля 866 года во время стоянки в Малой Азии Варда несмотря на пощады был убит Василием и его сообщниками у ног императора.
Василий вскоре стал магистром а затем и соправителем Михаила, однажды во время очередного запоя Михаил снял с себя императорскую обувь и надел её на патрикия Василикина, заявив что ему они больше подходят чем Василию и пора бы сделать его соправителем, Василий решил действовать, 24 сентября 867 года в третьем часу ночи заговорщики ворвались в спальню Михаила и зарезали его.

## В кино
- Константин Философ — режиссёр Георгий Стоянов (Болгария, 1983). В роли Михаила III — Валентин Гаджоков[болг.].
- Кирилл и Мефодий: Апостолы славян[чеш.] — режиссёр Пётр Николаев[чеш.] (Россия-Чехия-Словакия-Словения, 2013). В роли Михаила III — Пётр Боровец.

## Комментарии
1. ↑  Patriarch Photius I notes that Michael was emperor "from the very cradle", that is, emperor since birth. Given that the coronation of a junior emperor almost always took place on a holiday, and Whitsunday is the closest event to Michael's birth, historians often place the coronation on 16 May.[2] For comparison, Staurakios and Michael I's children were crowned on Christmas (25 December); Constantine VI on Holy Saturday (14 April); Leo IV on Whitsunday (6 June); and Constantine V on Easter Sunday (31 March).
2. ↑  "Theophilos crowned Michael, his son, in the Great Church and, as the custom was, he gave gifts to everyone at the coronation."[3] Coins featuring Michael and Theophilos address him as despotes.[2]
3. ↑  On 19 December 858 Photios was a layman, on the 20th he was tonsured and over the next four days was ordained lector, sub-deacon, deacon and priest; on 25 December he was consecrated Patriarch of Constantinople. Photios was a kinsman of both Bardas and Michael III. See Tougher, p 69.